# Martin Repák
Martin Repák est un joueur slovaque de volley-ball né le 31 mars 1981 à Revúca (Région de Banská Bystrica). Il mesure 1,90 m et joue passeur. Il est international slovaque.

## Clubs
| Club                      | De        | À         |
| ------------------------- | --------- | --------- |
| VK PU Prešov              | 2000-2001 | 2001-2002 |
| VŠK Púchov                | 2002-2003 | 2005-2006 |
| SKV Ústí nad Labem        | 2006-2007 | 2007-2008 |
| VK Dukla Liberec          | 2008-2009 | 2008-2009 |
| UGS Nantes Rezé Métropole | 2009-2010 | 2010-2011 |
| Rennes Volley 35          | 2011-2012 | 2012-2013 |
| Saint-Nazaire VBA         | 2013-2014 | 2013-2014 |
| Chaumont Volley-Ball 52   | 2015-2016 | 2015-2016 |
| Nantes Rezé MV            | 2016-2017 | 2017-2018 |
| Chaumont Volley-Ball 52   | 2018-2019 | en cours  |

## Palmarès
- Championnat de Slovaquie
  - Vainqueur : 2003.
  - Deuxième : 2004
- Coupe de République tchèque
  - Vainqueur : 2009.
- Championnat de France - Ligue B
  - Vainqueur : 2010.
- Supercoupe de France
  - Finaliste : 2012.
- Coupe de France
  - Vainqueur : 2012.
  - Finaliste : 2017, 2019.
- Championnat de France - Ligue A
  - Deuxième : 2019.

## Distinctions individuelles
- 2010 : Meilleur joueur du Championnat de France - Ligue B.
- 2010 : Meilleur passeur du Championnat de France - Ligue B.